# Tixtla de Guerrero
Tixtla de Guerrero è una municipalità dello Stato di Guerrero, nel Messico, il cui capoluogo è la città omonima.
La municipalità conta 40.058 abitanti (2010) e ha un'estensione di 382,83 km².
La città deve il suo nome alla parola in lingua nahuatl che significa farina di mais; la seconda parte è dedicata a Vicente Guerrero, presidente messicano.